# Trichoncus hispidosus
Trichoncus hispidosus är en spindelart som beskrevs av Andrei V. Tanasevitch 1990. Trichoncus hispidosus ingår i släktet Trichoncus och familjen täckvävarspindlar. Inga underarter finns listade i Catalogue of Life.